# Капица, Михаил Степанович
Михаи́л Степа́нович Ка́пица (5 ноября 1921, с. Юрковцы, ныне Хмельницкой области — 15 ноября 1995, Москва) — советский, российский историк-востоковед и дипломат. Чрезвычайный и полномочный посол (1960). Член-корреспондент Академии наук СССР по Отделению истории (всеобщая история) (1987). Заслуженный работник культуры РСФСР (1981).

## Биография
Учился в Харьковском институте иностранных языков. Окончил Московский государственный педагогический институт иностранных языков (1941) и Высшую дипломатическую школу МИД СССР (1948).
- 1943—1947 гг. — 3-й, 2-й, 1-й секретарь посольства СССР в Китае. Член ВКП(б) с 1947 года.
- 1947—1950 гг. — сотрудник центрального аппарата МИД СССР.
- 1950—1952 гг. — советник посольства СССР в Китае. В 1952 году защитил кандидатскую диссертацию «Советско-китайские отношения накануне и в годы второй мировой войны, 1937—1945 гг.».
- 1952—1960 гг. — преподаватель, заведующий кафедрой МГИМО МИД СССР.
- 1954—1956 гг. — советник-эксперт Дальневосточного отдела МИД СССР.
- 1956—1960 гг. — заместитель заведующего Дальневосточным отделом МИД СССР. Доктор исторических наук (1958, диссертация в двух томах «Советско-китайские отношения»), профессор (1960).
- 1960—1961 гг. — чрезвычайный и полномочный посол СССР в Пакистане.
- 1962—1987 гг. — заведующий кафедрой Истории Азии и Африки МГУ.
- 1966—1970 гг. — заведующий Отделом Юго-Восточной Азии МИД СССР.
- 1970—1982 гг. — заведующий I Дальневосточным отделом, член Коллегии МИД СССР.
- 1982—1987 гг. — заместитель министра иностранных дел СССР, член Коллегии МИД СССР.
- 1986—1987 гг. — председатель Комиссии СССР по делам ЮНЕСКО.
- 1987—1994 гг. — директор Института востоковедения Академии наук СССР, Российской Академии наук.
- 1989—1995 гг. — главный редактор журнала «Азия и Африка сегодня».

Народный депутат СССР в 1989—1991 гг.
Похоронен на Кунцевском кладбище.

## Награды и звания
- орден Октябрьской Революции (04.11.1981)
- 2 ордена Трудового Красного Знамени (31.12.1966; 22.10.1971)
- орден Дружбы народов (27.12.1977)
- 2 медали «За трудовую доблесть» (05.11.1945; 30.10.1954)
- другие медали
- Заслуженный работник культуры РСФСР (1981).
- Государственная премия СССР (1982).

## Личные качества
Особенно легко чего-либо добиться у директора [Института востоковедения Капицы] можно было, послав к нему привлекательную по внешности сотрудницу. Ещё до прихода Михаила Степановича в институт там рассказывали о его слабостях по женской части, что подтвердилось.

Но были, к сожалению, и другие слабости. Нередко заходить в директорский кабинет было неприятно, особенно в конце рабочего дня. Институтская молодежь называла Михаила Степановича Михаилом Стаканычем.— Алпатов В. М.

## Основные работы
Автор 10 монографий и более 100 научных публикаций по вопросам советско-китайских отношений. В их числе:
- «Советско-китайские отношения» М., 1958.
- «КНР: два десятилетия — две политики» М., 1969.
- «История международных отношений на Дальнем Востоке» Хабаровск, 1978 (в соавт.).
- «КНР: три десятилетия — три политики» М., 1979.
- «Сукарно» М., 1980 (в соавт. с Н. П. Малетиным).
- «На разных параллелях. Записки дипломата» М., 1996.